# Operação Boca de Lobo
A Operação Boca de Lobo foi uma operação policial brasileira deflagrada pela Polícia Federal no dia 29 de novembro de 2018. Foram expedidos pelo ministro Felix Fischer, do Superior Tribunal de Justiça (STJ), 9 mandados de prisão preventiva e 30 de busca e apreensão. O principal alvo da operação foi o governador fluminense Luiz Fernando Pezão, acusado de ter recebido propinas milionárias.
Em 2020, Sérgio Cabral prestou depoimento em condição de delação premiada, afirmando que o ex-governador Pezão teria participado em esquemas de corrupção. Em 2021, o juiz Marcelo Bretas condenou Pezão a 98 anos de prisão pelos crimes de corrupção passiva, corrupção ativa, organização criminosa e lavagem de dinheiro.
O nome "Boca de Lobo" refere-se ao dispositivo instalado em vias públicas para receber o escoamento das águas de chuva drenadas pelas sarjetas com destino às galerias pluviais. A operação recebeu esse nome em alusão ao fato de que os desvios de recursos, revelados nas diversas fases da Operação Lava Jato, causam a sensação na sociedade de que o dinheiro público "escorre para o esgoto".